# وایالکی، وسترن استرالیا
وایالکی (به انگلیسی: Wialki) یک منطقهٔ مسکونی در استرالیا است که در استرالیای غربی واقع شده‌است.